# 영흥 조씨
한양 조씨(漢陽趙氏)는 함경남도 영흥군을 본관으로 하는 한국의 성씨이다.

## 역사
조인재(趙麟才) 증손 조영무(趙英茂)는 조선 개국에 공을 세우고 판전중시사(判殿中寺事)에 올라 개국공신 3등에 책록되었으며, 죽은 뒤 태종의 묘정에 배향되었다. 시호는 충무(忠武)이다.
조영무의 훈공으로 아버지 조세진(趙世珍)은 사후 보국숭록대부(輔國崇祿大夫) 문하좌정승(門下左政丞)에 추증되고, 한산백(漢山伯)에 추봉되었다.
조영무의 아들 조서(趙叙)는 1399년(정종 1) 식년문과에 동진사(同進士)로 급제하여 봉상시박사(奉常寺博士)가 되었다. 그 뒤 예문관제학(藝文館提學)·사간원예의(司諫院禮議)·중군도총제(中軍都摠制)에 이르렀다. 시호는 안정(安靖)이다.

## 본관
조영무(趙英茂) 집안 선대가 대대로 살아온 세거지(世居地)는 함경남도 영흥(永興)이었다.
《영흥조씨 족보(永興趙氏族譜)》와 《관북읍지(關北邑誌)》에 따르면 선조들의 묘소는 거의가 영흥(永興)에 있었고, 조영무(趙英茂)의 증조(曾祖) 조인재(趙麟才) 때부터 조영무의 장자 조서(趙叙)가 영흥 향교(鄕校)에 다닐 때까지 영흥(永興)에서 대대로 거주하였다.
조선 정종(定宗) 1년(1399년) 조서(趙叙)가 문과에 합격했을 때 《국조방목(國朝榜目)》에는 본관이 영흥(永興)으로 기록되어 있다. 그러나 《세종실록》의 조서(趙叙)의 졸기(卒記)에 조서의 본관을 한양(漢陽)이라고 기록하였다.
조영무(趙英茂) 후손들은 1799년(정조(正祖) 23년) 제1회 족보 《기미보(己未譜)》를 편찬하였다. 당시 문중의 중진(重鎭)이며 판도공의 14세손인 조원국(趙元國)이 그 족보의 서문을 썼는데 그 내용은 다음과 같다.
대과 합격자 명부를 살펴보았더니 총제공(摠制公) 형제 조서(趙叙)와 조질(趙秩)두 사람이 모두 영흥(永興)에 본관을 두고 있다. 북쪽 지방(영흥)은 태조(太祖)께서 일어난 땅인지라 하늘의 명(命)을 타고나는 행운을 얻어 충무공(忠武公)과 충정공(忠靖公) 양절공(良節公) 양경공(良敬公)을 같은 시대에 배출하여 서로 더불어 왕실을 도와 나라를 세우는 큰일을 이루었으니.....

●충정공(忠靖公) 양절공(良節公) 양경공(良敬公)을 같은 시대에 배출하여 서로 더불어 왕실을 도와 나라를 세우는 큰일을 이루었으니....
▣:이 내용은 자기들(영흥조씨)의 주장이고, 충무공이 벼슬을 하 시기는 이방원이 태종으로 왕으로 승선하면서, 그에게 벼슬을 주었고, 태종때 졸하였습니다. 한자 글로 쓰지도 못하고 읽을수도 없는 우의정 조영무완 우리 선조님[충정공(忠靖公) 양절공(良節公) 양경공(良敬公)]과는 아무런 연관이 없습니다.
▣아여,위 내용은 삭제를 해야합니다.

조영무의 후손이 한양 조씨로 편입되었으나, 한양 조씨 문중에서는 조영무의 후손을 일족으로 인정하지 않는다.

## 항렬자
| \| 21세 \| 22세 \| 23세 \| 24세 \| 25세 \| 26세 \| 27세 \| 28세 \| 29세 \| 30세 \| 31세 \| 32세 \| 33세 \| 34세 \| 35세 \| 36세 \| 37세 \| 38세 \| 39세 \| 40세 \| \| ------ \| ------- \| ------ \| ------- \| ------ \| ------- \| ------ \| ------- \| ------ \| ------- \| ------ \| ------- \| ------ \| ------- \| ------ \| ------- \| ------ \| ------- \| ------ \| ------- \| \| 천(天) \| □선(善) \| 태(泰) \| □동(東) \| 용(容) \| □원(遠) \| 종(鍾) \| □한(漢) \| 수(秀) \| □희(熙) \| 규(圭) \| □현(鉉) \| 영(泳) \| □식(植) \| 병(炳) \| □교(敎) \| 석(錫) \| □순(淳) \| 춘(椿) \| □욱(煜) \| 1. 2. |         |        |         |        |         |        |         |        |         |        |         |        |         |        |         |        |         |        |         |
| 21세 | 22세    | 23세   | 24세    | 25세   | 26세    | 27세   | 28세    | 29세   | 30세    | 31세   | 32세    | 33세   | 34세    | 35세   | 36세    | 37세   | 38세    | 39세   | 40세    |
| 천(天) | □선(善) | 태(泰) | □동(東) | 용(容) | □원(遠) | 종(鍾) | □한(漢) | 수(秀) | □희(熙) | 규(圭) | □현(鉉) | 영(泳) | □식(植) | 병(炳) | □교(敎) | 석(錫) | □순(淳) | 춘(椿) | □욱(煜) |